# بازگشت (فیلم ۱۹۷۲)
بازگشت (ارمنی: Վերադարձ؛) یک فیلم سینمایی سیاه و سفید ۸۷ دقیقه‌ای محصول سال ۱۹۷۲ کشور ارمنستان شوروی به کارگردانی آرمان ماناریان و رومان جامهاریان،  و نویسندگی آرنولد آقابابوف است.

## بازیگران
- ولادیمیر مسریان - در نقش هایک
- آناهید توپچیان - در نقش آناهید
- کارن جانگیروف - در نقش کارن
- هاکوب آزیزیان - در نقش روبن
- یرواند ماناریان - در نقش پروفسور بابکن ستیان
- یرواند ماناریان - در نقش خ. یرواند
- یفیم کوپلیان - در نقش آکادمیسین گریگور وانونتس
- بارویر سانتروسیان - در نقش آرشاکونی
- استپان هاروتیونیان - در نقش گاگیک
- هراچیا کوستانیان - در نقش ماکیچ